# Magyar királyi nemesi testőrség

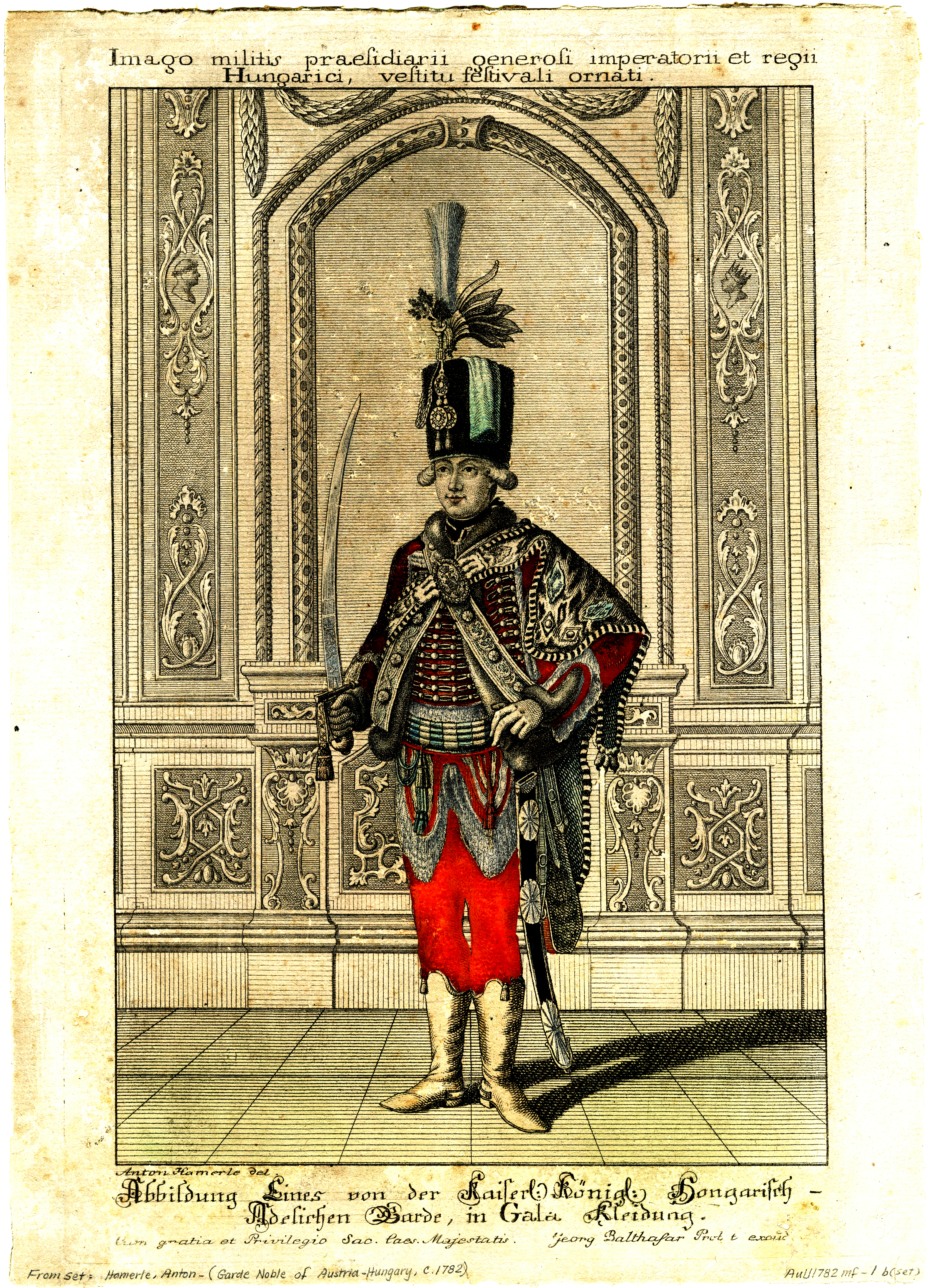
Magyar testőr díszegyenruhában (1782)

Mária Terézia magyar királynő a magyar nemzetnek a hétéves háborúban az uralkodóház iránt tanúsított hűsége és önfeláldozása némi jutalmául, királyi udvara fényének emelése, s a magyar ifjak kiművelése végett határozta el magyar királyi testőrsége (königlich-ungarische (k.u.) Leibgarde) felállítását nemes magyar ifjakból. Kétségkívül része volt ebben az elhatározásban ama nagy politikai szempontnak is, hogy az udvarral, az udvari élettel addig jóformán semmi kapcsolatban nem lévő magyar középnemesség a császárváros udvarának közvetlen hatása alá kerüljön. Gróf Pálffy Miklós kancellár 1760. március 1-én köriratokat küldött a vármegyéknek, kérve a Magyar Nemesi Testőrség felállításához szükséges pénzek felajánlását. A magyar testőrség működésének minden költségét a magyar, az erdélyi és a horvátországi vármegyék kellett, hogy állják. Tényleges felállítása szeptember 11-én történt meg. Modern művelődésünk megindítására nagy hatással volt az, hogy a 20-25 éves nemes ifjak öt éven át éltek a császárváros előrehaladt kultúrájának légkörében. „Bécs ezeknek nem volt Sybaris, sem Capua, hanem lett az, mi Róma büszke ifjainak Athén.” Újabb irodalmunk megindítói s első fejlesztői csaknem kivétel nélkül testőrök voltak.
A testőrség alapvetően változatlan feladatkörrel, az egyes korok követelményeinek megfelelő módon, többszöri névváltozással – kisebb megszakításokkal – tevékenykedett egészen 1918-ig.
A használt megnevezések: magyar nemes testőrző sereg, magyar nemes testőrség (1760–1850), magyar királyi nemesi testőrség (1867–1904), magyar királyi darabont testőrség (1904–1918) és magyar királyi testőrség (1920–1944).

## Szervezet, fegyverzet
A testőrségnél régi szervezetében, 1795-ös állapotát véve föl például, négy főbb tiszt volt, úgymint kapitány, rangfokozata szerint tábornagy (rendszerint legalábbis lovassági tábornok); alkapitány, egyszersmind táborőrnagy (Generalis campi vigiliarum praefectus, Generalfeldwachtmeister); főhadnagy, ezredesi, és alhadnagy, alezredesi ranggal. Hat altiszt, úgymint két első-őrmester (őrnagy) és négy másod-őrmester (kapitány), végre 70 testőr alhadnagyi tiszti fokozattal. A testőrkapitány udvari ünnepek alkalmával a császári gárda (Arcieren-Leibgarde) kapitányához jobbra állt, úgy azonban, hogy a királynak baloldalára esett, jelképesen fejezvén ki, hogy az összes udvari testőrségek közt a második helyet foglalja el.
A testőrgárda formaruhái: vörös nadrág, rókaprémmel, kettős ezüst gombbal és sujtással, rojtokkal, ezüst varratokkal ékesített dolmány és mente, ezüst szegélyű zöld öv, sárga csizma, magyaros vörös süveg tollforgóval. A formaruhát panyókán viselt tigrisbőr és a vállon átvetett széles ezüst szegélyű, sárga csattal díszített katonai öv egészítette ki. A csaton a császári sas, a mellen a magyar címer volt. 
Fegyverzet: karabély (1766-ig) és ezüst kard.
A lovakat (amelyek csak fehérek és szürkék lehettek) ezüst cafrangok díszíthették. Az ezüstrojtos zöld takarón dúsan hímzett császári sas jelvény volt. 
A köznapi ruha a vörös nadrág, fehér dolmány, fekete prémmel díszített egyszerű fehér gombos, ezüst és zöld selyemszálakból font kettős zsinórzatú fehér mente, zöld öv, tollforgós vörös süveg
1808-ban a király rendeletet adott ki, mely szerint testőrré csak az vehető fel, aki a bölcsészeti tanfolyamot elvégezte, s a hadseregben két évig tisztként vagy legalább hadapródként szolgált.

## Történet

### Magyar nemes testőrség (1760–1850)
Az ország rendjei 1764-ben a száz nemes ifjúból álló intézményre évenként 100 000 forintot ajánlottak meg oly módon, hogy a fiatal embereket maguk a vármegyék ajánlják. Ezen kívül, Erdély külön 20 000 forintot adott húsz testőr ellátására. Az egész gárda 120 főből állott, s kapitányukat – aki a hadsereg tábornoki karának tagja volt – az 1765. évi VI. törvénycikk alapján fölvették Magyarország zászlósurai közé. A testőrséget ez időtől fogva egész 1848-ig a magyar dicsőség képviselőjének tekintették a magyar kiváltságos osztályok, büszkén recitálva egy igen elterjedt versikét:
Szép királynak lenni, hát magyar királynak,
Kit királynak termett magyarok szolgálnak.
Az első testőrkapitány Pállffy Lipót gróf tábornagy volt (megh. 1773), utódja Esterházy Miklós herceg, szintén tábornagy, aki 1787. önként lemondván, helyébe Károlyi Antal gróf, hasonlóan tábornagy lépett (megh. 1791). Utána Esterházy Antal herceg, szintén tábornagy, a lemondott gárdakapitány fia következett, kinek 1794. történt halála után három évig a másodkapitány, Splényi Mihály báró (Kisfaludy Sándor szerint „egy zordon katonai elüljáró”), vezette a testőrséget. Az átmenetet Esterházy Miklós herceg kinevezése váltotta fel, aki ekkor 32 éves, újonnan kinevezett tábornok volt, míg helyettese, Splényi a másodkapitány, régóta altábornagy volt. Esterházy Miklós leghosszabb ideig (1798–1833) viselte a testőrkapitányságot, s még csak két utódja volt 1850-ig, úgymint Splényi Ignác báró (megh. 1840) és Vécsey Ágost gróf (megh. 1857), mindketten lovassági tábornokok.
II. József 1784-ben a testőrséget 120 főről felére szállította le, és elrendelte, hogy ezentúl minden vármegye nem két, hanem csak egy ifjút ajánljon gárdai szolgálatra. De még ez is csak formaság volt, mert uralma alatt a vármegyék ajánlatait egyáltalában nem vették tekintetbe, hanem időről időre a hadseregnél szolgáló magyar nemes zászlótartók és hadapródokból egészítették ki a testőrséget. Ezek is jobbára horvátok, németek voltak, feladatuk a testőrség elnémetesítése volt. Intézményileg e cél előbbre vitele végett József úgy rendelkezett, hogy a magyar testőrök félig üresen maradt palotájába betelepítette az általa újonnan felállított „Halicsi és lodomériai nemes lengyel lovasgárdát”. Azáltal, hogy a legalább felerészben németajkúakból álló, már csak nevében magyar testőrséggel összekeverte a szintén legalább félig németajkú lengyel testőrséget; biztosította a gárda körében azt, hogy a társalgás kizárólag németül folyjon. Ugyancsak Józsefnek nevezetes újítása, a gárdistáknak futárokul alkalmazása. A császár megvetvén a hiú pompázást, gyakorlati hasznát veszi a testőröknek, kik ezentúl mintegy állandó küldöncei a bécsi udvarnak idegen fejedelmi udvarokhoz. Művelődési szempontból nagy fontosságú volt ez az újítás, mert így testőreink koruknak legtöbbet utazó, legviláglátottabb tagjaivá lettek. 
Majd amikor kitört a török háború, József felszólította a gárdistákat, hogy a hadseregbe lépjenek testőri rangjuk fenntartásával. Tényleg be is álltak csaknem kivétel nélkül a hadsereg tisztikarába, s jelentékeny részük kiváló dicsőséggel vett részt a hadjáratban. Sikereik arra ösztökélték a császárt, hogy a francia és a svéd királyi gárdák mintájára egész magyar testőrezredet állítson fel; e terve azonban csak terv maradt. 
II. Lipót a politikai helyzettől is sarkalva, különösen kitüntette testőreit 1790-től egész a császári koronázásig (1790. november 15.) azon a jogon, hogy a fejedelem született magyar király és csak megválasztandó német császár. Noha a császári német testőrség (Arcieren-Leibgarde) csupa főhadnagyból és kapitányból állott, míg a magyar testőrség merőben alhadnagyokból, mégis ez utóbbié volt az elsőbbség minden ünnepélyes alkalomkor. 1791 január 1-én eltörölte a lengyel gárdát, s annak helyébe teljes számmal léptette a magyart, egyszersmind elvárta minden testőrtől az armális felmutatását, valamint a magyar nyelvben való jártasságot. Futárként II. Lipót egy ideig nem alkalmazta magyar testőreit, de már 1791 június havától fogva ezt az előnyt is megadta nekik. Ugyanő állította fel Budára küldött 15 magyar testőrből a nádori testőrséget. 
Utóda, I. Ferenc magyar király még 1792-ben ismét 120 főre emelte a testőrséget, mely az ő uralkodása alatt érte el szertelen pompázásának tetőpontját. Kapitánya, Eszterházy Antal herceg és Barcsay Ábrahám, a költő vezetése alatt roppant fényt fejtett ki a fejedelem budai koronázásán s egyéb alkalmakkor is.
Az 1794 elején kinevezett új testőrkapitány, Splényi Mihály báró, és a Kisfaludy köré csoportosult testőrök között konfliktus alakult ki. Egy ügyben a testőrök bepanaszolták a kapitányt, de őket büntették meg. A Martinovics-féle szervezkedés miatt is bizalmatlan volt a légkör, mivel Martinovics Kisfaludyt is megpróbálta beszervezni. 1795 decemberében a testőrök zendülést szerveztek, felgyújtották tantermüket. Kisfaludyt 8 társával együtt kizárták a testőri gárdából, és tábori szolgálatra vezényelték Milánóba.
A francia háborúk idején többen vettek közülük részt a hadjáratban.
Az 1827. évi országgyűlés delegációt küldött ki a testőrkapitányok megvizsgálására. Bár a testőrség fenntartására Magyarország 114 000 forintot, Horvátország 4000 forintot, Erdély 10 000 forintot adott, mégis a pazarló rendszer miatt adósságokba merült a testőrség, így ennek a helyzetnek a tisztázására az országgyűlés kénytelen volt 100 000 forintot egyszer s mindenkorra megajánlani. Szintén az 1827. évi országgyűlés XXXVI. törvénycikkelye elrendelte, hogy a testőrség összes élelmiszerét Magyarországból szerezzék be, s vámmentesen vigyék Bécsbe; hogy ezentúl magyar vagy latin nyelven vezessenek számadást, amelyet be kellett terjeszteni a magyar királyi helytartótanács elé; végül, a Magyarországból fölveendő testőröket a törvényhatóságok ajánlják, s valamennyien tudjanak magyarul, kilépésük után pedig a király által nemcsak katonai, hanem polgári szolgálatban is alkalmazhassák őket. 
Az 1840-es években újra föllendült némileg a testőrök irodalmi működése, mely egész eddig, az ún. franciás iskola megszűnése óta jóformán szünetelt, amennyiben egyedül Kisfaludy Sándor említhető az azon korbeli testőrírók közül. 1840-ben azonban Remény néven egy önképzőkör-féle társulatot alakítottak, amelynek hasonló című lapját egy altiszttel lemásoltatták, majd kiadták. Gábriel Ferenc volt a szerkesztő, tartalmának java részét Sztrokay Elek, Korponay János, Várady Gábor, Nyereggyártó János és más testőrök írták.

### Az 1848–49-es forradalom és szabadságharc alatt és utána 1867-ig
1848. szeptember 11. után a magyar királyi testőrök tömegesen mondottak le, és három horvát kivételével beléptek a nemzeti seregbe. Így tett, például, Krivácsy József, a későbbi honvédezredes, Földváry Mihály stb. Görgey Artúr és Klapka György volt testőrök már néhány évvel azelőtt elhagyták a gárdát. 
A bécsi laktanyájukként szolgáló palotát 1849-ben az akkor alapított császári és királyi csendőr-testőrség (Leibgarde-Gendarmerie) foglalta el. Magát a magyar királyi testőrséget a császár 1850-es rendeletével feloszlatta. 1853 őszén a testőrség volt laktanyájába a császári és királyi hadiiskola költözött.

### Magyar királyi nemesi testőrség (1867–1904)
A testőrséget Ferenc József király 1867. április 21-én kelt királyi leiratával ismét felállította azért, hogy, mint a leirat mondja: „magyar koronám országaiból származó, hadban és békében kitűnően szolgált nemes tisztek, személyem s császári házam tagjainak őrizetére, valamint fejedelmi udvarom fényének emelésére, hivatott eme testőrségbeli felvétel által illő s biztos elhelyezésben részesülhessenek”. A leirat még magyar nemes testőrség felállítását szándékolta. 
A magyar királyi miniszterelnökség és a közös hadügyminisztérium közt az újjászervezés tárgyában azonnal megindított, s 1868 nyarán befejezett tárgyalások azonban a testőrség nemesi jellegének megszüntetésére vezettek, úgyhogy azóta a testőrségbe nemcsak nemes, hanem polgári származású tiszteket is osztottak be. Az ekkor megállapított szabályzat kimondta, hogy a testőrség katonai testület, amelybe fölvételét a magyar korona országaiból származó bármely főtiszt kérelmezheti, föltéve, hogy 45. életévén még nincs túl, hogy legalább 66 hüvelyk magasságú, s jól tud lovagolni. Minthogy a testőrként alkalmazás magában véve már kitüntető megjutalmazása a kitűnő szolgálatnak: a testőrségnél az előmeneteli jog megszűnik. Tagjai azonban a hadseregben viselt rangjuknak megfelelő fizetésen felül külön fizetési pótlékot kapnak testőri szolgálatuk fejében. Azok a tisztek, akik a fölvételt bővebb és magasabb katonai kiképzés végett szeretnék, négy évig maradnak a testőrségben. A testőrség, udvari szolgálatot és minden személyi ügyeket illetőleg, a király első udvarmestere alá rendeltetett. 
Ugyancsak 1868-ban pénzügyileg az a megállapodás történt, hogy az intézmény fenntartására az udvar bizonyos dotációt fizet, a napidíjakat a közös hadügyminisztérium fizeti, a fölszerelés, épület rendben tartása, rendkívüli kiadások stb. a gárda alapítványainak jövedelméből fedeztetnek.
A testőrség működésén csak jelentéktelen változtatásokat tett az 1892 december havában kiadott legfelsőbb rendelet. Ez állapította meg a testőrség 1896-ban rendszeresített állományát 3 tábornok, 45 tiszt és 41 egyéb emberben; a szervezetben újak a „testőr-aspiránsok”. A testőrség élén állt a kapitány (lovassági tábornok), a főhadnagy (altábornagy) és a hadnagy (tábornok). Az udvari szolgálatot két őrmester (őrnagy), 4 alőrmester (1 őrnagy, 3 százados) és 37 testőr (századosi ranggal) teljesítette. 
A testőrségnek újjászervezése óta kapitányai: Haller Ferenc gróf, a volt horvát bán (megh. 1875), Fratricsevics Ignác és 1896-ban Pálffy András gróf, mindannyian lovassági tábornokok.
Az intézmény történetét Ballagi Aladár írta meg „A magyar királyi testőrség története, különös tekintettel irodalmi működésére” (Pest 1872) című művében, kifejezvén benne azt a nézetét, hogy a magyar testőrségnek a magyar király székvárosában van a helye, hol, a honvédelmi minisztérium alá rendelve, a király személyét a haza eszméjével hozza legbensőbb kapcsolatba: ez esetben, a hon védői védik egyúttal a király személyét.